# Gian Francesco Malipiero
Gian Francesco Malipiero (1882-1973) là nhà soạn nhạc, nhà nghiên cứu âm nhạc, nhà sư phạm người Ý.

## Tiểu sử
Gian Francesco Malipiero học nhạc tại Nhạc viện Viên, sau đó học tiếp ở Venice và Bologna. Ông dành nhiều thời gian nghiên cứu âm nhạc của các nhà soạn nhạc Ý thế kỷ XVII và thế kỷ XVIII như Claudio Monteverdi, Baldassare Galuppi, Giuseppe Tartini, Alessandro Stradella,... Từ năm 1932, Malipiero trở thành giáo sư. Trong các năm 1940-1953, ông là giám đốc Nhạc viện Benedetto Marcello. Ông đã xuất bản toàn tập sáng tác của Monteverdi, Antonio Vivaldi và nhiều nhà soạn nhạc khác nữa.

## Phong cách âm nhạc
Trong sáng tác của mình, Gian Francesco Malipiero dựa vào nguồn gốc là âm nhạc dân gian và âm nhạc kinh điển của Ý, đồng thời một phần chịu ảnh hưởng của âm nhạc trường phái ấn tượng của Pháp và âm nhạc Nga. Cùng với Alfredo Casella, Malipiero là người đóng góp phần quan trọng vào việc đấu tranh chống lại sự chuyên chế của opera trong đời sống âm nhạc, phục hồi sáng tác khí nhạc của Ý trên cơ sở kết hợp những truyền thống dân tộc với những thành tựu của âm nhạc hiện đại.

## Các sáng tác
Gian Francesco Malipiero đã sáng tác:
- Gần 30 vở opera, trong đó;

- 9 vở tập hơp thành 3 bộ mang tên L'Orfeide (1925)
- Ba hài kịch Goldoni (1926)
- Bí mật thành Venice (1932)
- Don Giovanni (1962)

- 4 vở ballet
- bốn bản oratorio
- Các bản cantata
- Những tác phẩm cho dàn nhạc giao hưởng, tiêu biểu là:

- chín bản giao hưởng (1933, 1936, 1945, 1946, 1947 (2 bản), 1948, 1950 (2 bản))
- Bản Vivaldiana (1952)

- Các tác phẩm nhạc thính phòng
- Những bản romance
- Tác phẩm dành cho hợp xướng

Ngoài ra, Malipiero còn viết sách, nổi bật là:
- Monteverdi (1929)
- Stravinsky (1945)
- Vivaldi (1958)